# 迪斯科 (密歇根州)
迪斯科（英語：Disco）是位於美國密歇根州馬科姆縣謝爾比特設鎮區的一個非建制地區。

## 地理
迪斯科所處的海拔為高於海平面208米（即682英呎），而該地所採用的時區為UTC-5，即北美东部時區（EST）。同時該地設有夏令時間，為UTC-5調快一小時，即UTC-4（EDT）。